# 정충신 장군 유품
정충신 장군 유품(鄭忠信 將軍 遺品)은 대한민국 충청남도 서산시에 있는 조선시대의 복식 유물이다. 1978년 6월 21일 대한민국의 국가민속문화재 제36호로 지정되었다.

## 개요
정충신(1576∼1636) 장군은 17세의 어린 나이로 임진왜란 때 권율 장군의 지휘 아래 전쟁에 참가했으며, 무과에 급제한 뒤 인조 2년(1624) 이괄의 난을 수습하여 진무공신으로 봉해졌다. 그 후 정묘호란에서 공을 세우고 포도대장, 경상도 절도사 등을 역임했으나 병자호란이 일어나기 몇 개월 전에 병으로 세상을 떠났다. 그는 천문·지리·역술·의술 등 여러 면에 걸쳐 뛰어났으며, 청렴하기로도 이름이 높았다.
정충신 장군의 유품들은 서산군 지곡면에 있는 정충신 장군의 사당에 보관하고 있었으나, 1975년 도난당하고 2달 만에 다시 찾았는데, 그 때 투구가 없어져 사진만이 남게 되었다. 현재 중요민속문화재로 지정된 유품은 모두 5점이다.
갑옷은 1630년 5월 가도에서 일어난 병란을 토벌할 때에 인조가 활과 화살, 검과 함께 하사한 것으로 그가 생전에 입었던 군복이다. 길이 116cm이며, 면 3겹을 2cm 간격으로 꼬아서 누빈 위에 황색 단을 입히고 그 위에 징을 박은 것으로 어깨 부분은 철로 만들었고 가슴 부분에만 가죽의 흔적이 남아있다.
서군사명기(西軍司命旗)는 총길이 138cm, 너비 55.5cm로 전쟁 때 사용했던 깃발이다.
영정은 족자로 된 초상화로, 머리에는 검은색의 사모를 쓰고 관복을 입고 중국식 의자에 앉아 있는 장군의 전신(全身) 모습을 그린 그림이다.
향로는 좌우에 손잡이가 있으며, 향로 주위에 산과 구름무늬가 새겨 있다. 다리는 굽다리가 3개이며, 반구형의 뚜껑 맨 위에는 뿔달린 용의 장식이 달려 꼭지 역할을 하고 있다.
향합 역시 둥그런 형태에 굽다리가 3개이고, 뚜껑 중앙에 꼭지가 달려 있으며 향로에 비해 형태가 훨씬 소박하고 표면에 무늬가 없다.

## 같이 보기
- 정충신

## 참고 문헌
- 정충신 장군 유품 - 국가유산청 국가유산포털